# Rionegro (Santander)
Pour les articles homonymes, voir Rionegro.
Rionegro est une municipalité située dans le département de Santander en Colombie.